# Giải vô địch bóng đá nữ U-17 châu Âu 2008

Các đội dự vòng chung kết và thành tích thi đấu

Giải vô địch bóng đá nữ U-17 châu Âu 2008 là Giải vô địch bóng đá nữ U-17 châu Âu đầu tiên. Giải diễn ra tại Thụy Sĩ từ 20 tới 23 tháng 5 năm 2008. Đức giành chức vô địch sau chiến thắng trước Pháp trong trận chung kết.

## Vòng loại
Vòng loại gồm hai giai đoạn, các bảng đấu vòng loại được tổ chức tại một địa điểm cố định. Giai đoạn thứ nhất gồm mười bảng, mỗi bảng bốn đội, trong đó mười đội đầu bảng và sáu đội nhì bảng xuất sắc nhất đi tiếp. Giai đoạn hai gồm bốn bảng bốn đội. Bốn đội nhất bảng lọt vào vòng chung kết ở Thụy Sĩ. Đội chủ nhà Thụy Sĩ vẫn phải tham dự vòng loại mà không được đặc cách vào vòng chung kết.
Bốn đội lọt vào vòng chung kết cũng đại diện cho châu Âu tại Giải vô địch bóng đá nữ U-17 thế giới 2008.

## Các đội tham dự
- Anh
- Đan Mạch
- Đức
- Pháp

## Kết quả
|  | Bán kết    | Bán kết |               |   | Chung kết | Chung kết |
|  |            |         |               |   |           |           |
|  | 20 tháng 5 |         |               |   |           |           |
|  |            |         |               |   |           |           |
|  | Đức        | 1       |               |   |           |           |
|  | Đức        | 1       | 23 tháng 5    |   |           |           |
|  | Đan Mạch   | 0       |               |   |           |           |
|  | Đan Mạch   | 0       | Đức           | 3 |           |           |
|  | 20 tháng 5 |         | Đức           | 3 |           |           |
|  |            | Pháp    | 0             |   |           |           |
|  | Anh        | Pháp    | 0             | 1 |           |           |
|  | Anh        |         |               | 1 |           |           |
|  | Pháp (h.p) | 3       |               |   |           |           |
|  | Pháp (h.p) | 3       | Tranh hạng ba |   |           |           |
|  |            |         |               |   |           |           |
|  | 23 tháng 5 |         |               |   |           |           |
|  |            |         |               |   |           |           |
|  | Anh        | 1       |               |   |           |           |
|  | Anh        | 1       |               |   |           |           |
|  | Đan Mạch   | 4       |               |   |           |           |

### Bán kết
| Đức          | 1 – 0    | Đan Mạch |
| ------------ | -------- | -------- |
| Marozsán 44' | Chi tiết |          |

| Anh       | 1 – 3 (s.h.p.) | Pháp                                                  |
| --------- | -------------- | ----------------------------------------------------- |
| Marsh 46' | Chi tiết       | Crammer 49' (ph.đ.) · Augis 94' · Makanza 99' (ph.đ.) |

### Tranh hạng ba
| Anh     | 1 – 4    | Đan Mạch                                                             |
| ------- | -------- | -------------------------------------------------------------------- |
| Jane 2' | Chi tiết | Boye Sørensen 28' · Hohol 66' · Thirup Rudmose 75' · Andreasen 80+3' |

### Chung kết
| Pháp         | 0 – 3    | Đức                                   |
| ------------ | -------- | ------------------------------------- |
| La Villa 78' | Chi tiết | Marozsán 33' · Popp 49' · Rudelic 72' |

| Vô địch Giải vô địch bóng đá nữ U-17 châu Âu 2008 |
| ------------------------------------------------- |
| · Đức · Lần thứ nhất                              |

## Cầu thủ ghi bàn
2 bàn
- Dzsenifer Marozsán

1 bàn
- Rebecca Jane
- Stephanie Marsh
- Linette Andreasen
- Simone Boye Sørensen
- Amanda Marie Hohol
- Anne Thirup Rudmose
- Alexandra Popp
- Ivana Rudelic
- Marine Augis
- Pauline Crammer
- Marina Makanza